# Aegopogon solisii
Aegopogon solisii là một loài thực vật có hoa trong họ Hòa thảo. Loài này được G.A.Levin mô tả khoa học đầu tiên năm 1989.